# 庄坞牌坊
庄坞牌坊，位于山东省临沂市苍山县庄坞镇，是中华人民共和国山东省文物保护单位之一。
2006年12月7日，授予山东省文物保护单位，是一座古建筑。